# انتخابات‌های ایالات متحده آمریکا (۲۰۲۴)
انتخابات‌های ایالات متحده در سال ۲۰۲۴ قرار است در روز سه‌شنبه ۵ نوامبر ۲۰۲۴ (۱۵ آبان ۱۴۰۳) برگزار شوند. در این انتخابات، رئیس‌جمهور ایالات متحده و معاونش انتخاب خواهند شد. همچنین همهٔ ۴۳۵ کرسی مجلس نمایندگان ایالات متحده و ۳۴ کرسی از ۱۰۰ کرسی مجلس سنای ایالات متحده در معرض رقابت نامزدها قرار خواهند گرفت. در عین حال انتخابات‌های دیگری برای گزینش سیزده فرماندار ایالتی و منطقه‌ای برگزار  می‌شود و انتخابات‌های ایالتی و محلی دیگری هم در کار خواهد بود.

## مسائل

### سقط جنین
این اولین انتخابات ریاست‌جمهوری است که پس از الغای حکم تاریخی پرونده رو در برابر وید توسط دیوان عالی آمریکا در ایالات متحده برگزار  می‌شود و همچنین سومین دورهٔ کلی چرخهٔ انتخابات پس از انتخابات میان دوره ای ۲۰۲۲ است. ایالت‌های تحت کنترل جمهوری‌خواهان پس از تصمیم دیوان عالی در ژوئن ۲۰۲۲ و رأی دادگاه دابز در برابر سازمان سلامت زنان جکسن، اکثراً ممنوعیت‌های تقریباً کامل سقط جنین را تصویب کردند. سقط جنین تا آوریل ۲۰۲۳ در بسیاری از بخش‌های ایالات متحده «تا حد زیادی غیرقانونی» شده است. طبق گزارش بنیاد خانواده کایزر، ۱۵ ایالت هستندکه صراحتاً و بدون استثنا سقط جنین را حتی در موارد تجاوز جنسی و زنا در مراحل اولیه ممنوع کرده‌اند: آرکانزاس، آریزونا، آلاباما، اوکلاهما، اوهایو، تگزاس، تنسی، داکوتای جنوبی، فلوریدا، کنتاکی، لوئیزیانا، می‌سی‌سی‌پی، میسوری، ویرجینیای غربی و ویسکانسین. در ایالت‌های دارای قوانین استثنایی، عملاً گزارش شده که «استثناهای بسیار کمی از این ممنوعیت‌های جدید سقط جنین اعطا شده است» و بیمارانی که مورد تجاوز جنسی قرار گرفته‌اند یا شرایط استثنایی داشته‌اند با استناد به «قوانین مبهم و تهدید به مجازات» از این عمل منع می‌شوند. مجازات های کیفری باعث می‌شود این افراد ریسک‌پذیری برای استفاده از استثناهای قانونی را نداشته باشند.
دموکرات‌ها در چندین حوزه انتخابیه ویژه مجلس نمایندگان در سال ۲۰۲۲ از عملکرد بایدن در انتخابات ریاست جمهوری ۲۰۲۰ آمریکا بهتر عمل کردند و سقط جنین به عنوان عامل اصلی پیروزی آنها ذکر شد. نتایج انتخابات سال بعد، ناظران هر دو حزب را به این نتیجه رساند که عملکرد موفقیت‌آمیز دموکرات‌ها به دلیل حمایت فزایندهٔ آن‌ها از آزادی حق سقط جنین بوده است. به همین دلیل بسیاری از تحلیلگران و مفسران سیاسی محافظه کار، ادامهٔ حمایت جمهوری خواهان از جنبش ضد سقط جنین را «غیرقابل دفاع» و «فاجعهٔ انتخاباتی» خواندند و از حزب خواستند که از حقوق سقط جنین حمایت کند. برخی از نظرسنجی‌ها نشان می‌دهد که دونالد ترامپ، نامزد احتمالی جمهوری‌خواه، از حزب خود پیشی گرفته و فاصلهٔ خود را با دموکرات‌ها در مورد سقط جنین کم کرده است، اما تاکنون هیچ  چیزی که به طور قطع ثابت کند نام ترامپ در تعرفه‌های رای وجود خواهد داشت، رو نشده است.

### درگیری‌های حقوقی نامزدها
سه روز پس از اینکه دونالد ترامپ، رئیس جمهور سابق و نامزد جمهوری‌خواه، پیشنهاد خود را برای شرکت در انتخابات سال ۲۰۲۴ اعلام کرد، مریک گارلند دادستان کل ایالات متحده در ۱۸ نوامبر ۲۰۲۲ جک اسمیت را به عنوان بازرس ویژه برای تحقیق درباره نقش ترامپ در حمله ۶ ژانویه به ساختمان کنگره آمریکا و سوء مدیریت او در نگهداری اسناد دولتی به ویژه اسناد طبقه‌بندی‌شده منصوب کرد.
ترامپ در ۳۰ مارس ۲۰۲۳ توسط هیئت منصفه دادگاهی در منهتن به اتهام نقش داشتن در رسوایی ناشی از پرداخت حق‌السکوت به استورمی دنیلز پیش از انتخابات ریاست جمهوری ۲۰۱۶ متهم شد.
جورج سانتوس نماینده جمهوری‌خواه کنگره از نیویورک در ۱۰ مه ۲۰۲۳ به اتهامات فدرال مبنی بر کلاهبرداری و پولشویی متهم شد.
دفتر بازپرس ویژه اسمیت در ۸ ژوئن ۲۰۲۳ ترامپ را به ۳۷ فقره اتهام فدرال مرتبط با سوءاستفاده از اسناد طبقه‌بندی شده متهم کرد.
هیئت منصفه فدرال در واشینگتن دی سی در ۱ اوت ۲۰۲۳ بار دیگر ترامپ را به چهار فقره اتهام مبنی بر توطئه و مانع‌تراشی مرتبط با نقش ترامپ در حمله ۶ ژانویه و تلاش‌های وی برای براندازی انتخابات ۲۰۲۰ متهم کرد.
هیئت منصفه بزرگ جورجیا در ۱۴ اوت ۲۰۲۳ ترامپ را به زورگیری و سایر جنایات برای لغو نتایج انتخابات ۲۰۲۰ آن ایالت و تماس تلفنی با رافنسپرگر متهم کرد. ترامپ در ۱۵ سپتامبر ۲۰۲۳ در خصوص همهٔ این اتهامات اظهار برائت کرد.
چهار ماه پس از آنکه جو بایدن، رئیس جمهور فعلی و نامزد دموکرات، نامزدی مجدد خود را برای انتخاب مجدد اعلام کرد، گارلند در ۱۱ اوت دیوید سی وایس را به عنوان بازرس ویژه برای تحقیق درباره هانتر بایدن پسر بایدن، که در ۱۴ سپتامبر ۲۰۲۳ به سه اتهام مربوط به استفاده از سلاح گرم متهم شده بود منصوب کرد.
باب منندز سناتور دموکرات ایالات متحده  از نیوجرسی و همسرش نادین در ۲۲ سپتامبر ۲۰۲۳ به اتهام رشوه متهم شدند.
دادگاه عالی کلرادو در ۱۹ دسامبر ۲۰۲۳ ترامپ را به دلیل ممنوعیتی که متمم چهاردهم قانون اساسی بر نامزدهایی که در شورش شرکت کرده باشند گذاشته، از شرکت در انتخابات مقدماتی جمهوری‌خواهان در سال ۲۰۲۴ حذف کرد.

## انتخابات‌های فدرال

### انتخابات ریاست‌جمهوری
انتخابات ریاست‌جمهوری ۲۰۲۴ ایالات متحده، شصتمین انتخابات چهارساله ریاست جمهوری ایالات متحده خواهد بود. این اولین انتخابات ریاست جمهوری بر اساس توزیع آرای انتخاباتی خواهد بود که بر اساس سرشماری ۲۰۲۰ تعیین شده است. مجمع گزینندگان رئیس جمهور و معاون رئیس‌جمهور را انتخاب خواهند کرد. کسب اکثریت نسبی (۲۷۰ رای) از ۵۳۸ رای الکترال برای پیروزی در انتخابات لازم است. جو بایدن رئیس‌جمهور فعلی برای دوره دوم از انتخابات انصراف داد و از معاون خود برای انتخابات حمایت کرد و کامالا هریس بجای اون نامزد انتخاباتی دموکرات ها شده است. افراد دیگری هم نامزدی خود را برای شرکت در انتخابات مقدماتی ریاست‌جمهوری حزب دمکرات اعلام کرده‌اند، با این حال آخرین باری که یک رئیس‌جمهور مستقر، نامزدی حزب برای انتخابات را به شخص دیگری باخته باشد، مربوط به انتخابات ریاست‌جمهوری ۱۹۶۸ بوده است.
دونالد ترامپ رئیس‌جمهور سابق در نوامبر ۲۰۲۲ نامزدی خود را برای این انتخابات اعلام کرد. نامزدهای دیگری که وارد انتخابات مقدماتی ریاست‌جمهوری حزب جمهوری‌خواه در سال ۲۰۲۴ شده‌اند عبارتند از نیکی هیلی فرماندار سابق کارولینای جنوبی و سفیر سابق ایالات متحده در سازمان ملل، و ران دسنتیس فرماندار فعلی فلوریدا که از آن زمان کمپین خود را به حالت تعلیق درآورده است. اولین مناظره ریاست‌جمهوری جمهوری‌خواهان در ۲۳ اوت ۲۰۲۳ برگزار شد و اولین رقابت مقدماتی همایش‌های حزبی ریاست‌جمهوری جمهوری‌خواهان در آیووا در ۱۵ ژانویه ۲۰۲۴ برگزار شد.

### انتخابات‌های کنگره

#### انتخابات مجلس سنا
تمام ۳۳ کرسی که در دستهٔ یکم مجلس سنا قرار دارند و یک کرسی که در دستهٔ دوم سنا قرار دارد در معرض انتخابات سال ۲۰۲۴ خواهند بود. در طول کنگرهٔ ۱۱۸ام دستکم یک انتخابات میان‌دوره برای مشخص شدن سناتور برای یکی از کرسی‌ها برگزار  خواهد شد. پس از انتخابات سنای ایالات متحده در سال ۲۰۲۲ دموکرات‌ها اکثریت را در سنا دارند اما در سال ۲۰۲۴ باید ۲۳ کرسی را نگاه دارند تا از اکثریت نیفتند. سه عدد از کرسی‌های فعلی دموکرات‌ها در ایالت‌های مونتانا، اوهایو و ویرجینیای غربی هستند که تمایلات زیادی به جمهوری‌خواه‌ها دارند و در انتخابات‌های ۲۰۱۶ و ۲۰۲۰ با اکثریت قابل توجهی به ترامپ رأی دادند. دیگر اهداف بالقوه جمهوری‌خواهان شامل کرسی‌هایی در آریزونا، پنسیلوانیا، میشیگان، نوادا، و ویسکانسین است، این در حالی است که دموکرات‌ها ممکن است کرسی‌های تحت کنترل جمهوری‌خواهان در تگزاس و فلوریدا را هدف قرار دهند.

##### انتخابات ویژه
در سال ۲۰۲۴ دو انتخابات ویژه برای مشخص شدن دو کرسی که در مجلس سنای ۱۱۸ام خالی شدند، برگزار  خواهد شد:
- نبراسکا (دسته ۲): سناتور جمهوری‌خواه بن سس در ۸ ژانویه ۲۰۲۳ از سنا استعفا داد تا بتواند رئیس دانشگاه فلوریدا بشود. جیم پیلن فرماندار نبراسکا به جای موقتاً پیت ریکتس را تا زمان برگزار ی انتخابات ویژه در کرسی این ایالت در مجلس سنا منصوب کرد.[۲۵][۲۶][۲۷]
- کالیفرنیا (دسته ۱): سناتور دموکرات داین فاینستاین در ۲۹ سپتامبر ۲۰۲۳ درگذشت. از این رو لافونزا باتلر از سوی گوین نیوسام فرماندار کالیفرنیا موقتاً منصوب شد تا زمان انتخابات ویژه در ۲۰۲۴ برسد.[۲۸][۲۹]

#### انتخابات مجلس نمایندگان
همهٔ ۴۳۵ کرسی موجود در مجلس نمایندگان آمریکا در سال ۲۰۲۴ در معرض انتخابات قرار دارند. علاوه بر این، انتخاباتی برای مشخص شدن اعضای فاقد حق رای که نماینده ناحیه کلمبیا و پنج قلمرو مسکونی دائم ایالات متحده در مجلس نمایندگان هستند، برگزار خواهد شد. جمهوری‌خواهان در پی انتخابات مجلس نمایندگان آمریکا در سال ۲۰۲۲ اکثریت شکننده‌ای را در این مجلس به دست آوردند.

##### انتخابات ویژه
در سال ۲۰۲۴ چهار نماینده به طور ویژه انتخاب خواهند شد:
- حوزهٔ انتخابیهٔ ۲۰ کنگره‌ای کالیفرنیا: کوین مک‌کارتی، نمایندهٔ جمهوری‌خواه این حوزه در ۳۱ دسامبر ۲۰۲۳ استعفا داد.[۳۰] گرایش حزبی این حوزه R+16 است، به این معنی که گرایش شدیدی به نامزدهای جمهوری‌خواه دارد.[۳۱]
- حوزهٔ انتخابیهٔ ۳ کنگره‌ای نیویورک: جرج سانتوس، نمایندهٔ جمهوری‌خواه این حوزه در اول دسامبر ۲۰۲۳ به دلیل اظهارات خلاف واقع در زندگینامه‌اش و استفادهٔ نابجا از منابع مالی کمپین انتخاباتی، از مجلس اخراج شد.[۳۲] گرایش حزبی این حوزهٔ انتخابیه D+2 است به این معنی که گرایش ملایمی به دموکرات‌ها دارد.[۳۱]
- حوزهٔ انتخابیهٔ ۲۶ کنگره‌ای نیویورک: بریان هیگنس نمایندهٔ دموکرات این حوزه در فوریه ۲۰۲۴ استعفا خواهد داد تا رئیس مرکز هنرهای نمایشی شی بشود.[۳۳] گرایش حزبی این حوزهٔ انتخابیه D+9 است به این معنی که گرایش زیادی به دموکرات‌ها دارد.[۳۱]
- حوزهٔ انتخابیهٔ ۶ کنگره‌ای اوهایو: بیل جانسون نمایندهٔ جمهوری‌خواه این حوزه در ۲۱ ژانویه ۲۰۲۴ استعفا داد تا رئیس دانشگاه ایالتی یانگزتاون بشود.[۳۴] گرایش حزبی این حوزهٔ انتخابیه R+16 است به این معنی که گرایش شدیدی به نامزدهای جمهوری‌خواه دارد.[۳۱]

## انتخابات‌های ایالتی

### انتخابات‌های فرمانداران ایالتی
انتخابات فرمانداران یازده ایالت از پنجاه ایالت آمریکا و دو قلمرو ایالات متحده در سال ۲۰۲۴ در سطح هر ایالت برگزار خواهد شد. در صورتی که دیگر ایالت‌ها یا قلمروهای سرزمینی در قانون اساسی خود الزامی برای برگزار ی انتخابات برای انتخاب فرماندار یا پر کردن سایر پست‌های خالی داشته باشند، انتخابات ویژه در سطح آن ایالت‌ها یا قلمروها برگزار  خواهد شد.

### انتخابات‌های دادستان‌های کل ایالتی
ده ایالت در سال ۲۰۲۴ دست به برگزاری انتخابات برای گزیدن دادستان‌های کل ایالتی خواهند زد.

### انتخابات‌های وزرای ایالتی
هفت ایالت در سال ۲۰۲۴ اقدام به برگزاری انتخابات برای انتخاب وزیر ایالت خواهند کرد.

### انتخابات خزانه‌داران ایالتی
ده ایالت در سال ۲۰۲۴ به منظور انتخاب خزانه‌دار ایالتی، انتخابات‌هایی در سطح ایالت خواهند داشت.

### انتخابات‌های مجالس قانونگذاری ایالتی
بنابر برنامه در سال ۲۰۲۴ بسیاری از ایالت‌ها برای انتخاب نمایندگان خود در مجالس قانونگذاری ایالتی انتخابات خواهند داشت. تنها استثناها، مجالس سنای میشیگان و مینه‌سوتا و همچنین مجلسین ایالت‌های آلاباما، لوئیزیانا، مریلند، می‌سی‌سی‌پی، نیوجرسی و ویرجینیا هستند. در مجالسی که دوره‌های دسته‌بندی‌شده دارند، تنها بخشی از کرسی‌ها در معرض تغییر قرار خواهند داشت.

### دیگر انتخابات‌های مقامات اجرایی و قضایی ایالتی
در سال ۲۰۲۴ در کنار انتخابات فرمانداران ایالتی، انتخابات‌های متعدد دیگری برای گزیدن مقامات اجرایی و قضایی در سطح ایالت برگزار خواهد شد.

## انتخابات‌های محلی

### انتخابات‌های شهرداری‌ها
در سال ۲۰۲۴ چندین مقام شهرداری در معرض انتخابات و تغییر قرار خواهند داشت.

#### شهرداران فعلی واجد شرایط
- آستین، تگزاس: کرک واتسون، شهردار فعلی یک دوره‌ای، واجد شرایط برای انتخاب مجدد است.
- استوکتون، کالیفرنیا: کوین لینکلن، شهردار فعلی یک دوره‌ای، واجد شرایط انتخاب مجدد است، اما به جای آن می‌خواهد در انتخابات کنگره شرکت کند.[۳۵]
- ال پاسو، تگزاس: اسکار لیزر، شهردار فعلی یک دوره‌ای، واجد شرایط انتخاب مجدد است.
- انکوریج، آلاسکا: دیو برونسون، شهردار یک دوره‌ای، برای انتخاب مجدد نامزد می‌شود.[۳۶]
- بالتیمور، مریلند: براندون اسکات، شهردار یک دوره ای، برای انتخاب مجدد نامزد می‌شود.[۳۷]
- بریجپورت، کنتیکت: در سال ۲۰۲۳، جو گانیم، شهردار دو دوره‌ای، در مقابل رقیب جان گومز، دوباره در انتخابات پیروز شد. پس از یافتن شواهدی مبنی بر تقلب گسترده در انتخابات، یک قاضی دستور برگزاری انتخابات مقدماتی جدیدی را داد که در ۲۳ ژانویه ۲۰۲۴ برگزار شد. گانیم در این انتخابات مقدماتی نیز پیروز شد. انتخابات سراسری در ۲۷ فوریه برگزار خواهد شد مگر اینکه هر سه رقیب گانیم تصمیم به انصراف بگیرند.[۳۸]
- رالی، کارولینای شمالی: مری-آن بالدوین، شهردار دو دوره‌ای، واجد شرایط برای انتخاب مجدد است.
- سانفرانسیسکو، کالیفرنیا: لاندن برید شهردار یک دوره‌ای فعلی برای انتخاب مجدد شرکت می‌کند.[۳۹]
- سن خوزه، کالیفرنیا: مت ماهان، شهردار فعلی یک دوره‌ای، واجد شرایط انتخاب مجدد است.
- سن دیگو، کالیفرنیا: تاد گلوریا، شهردار یک دوره‌ای، برای انتخاب مجدد نامزد می‌شود.[۴۰]
- سالت لیک کانتی، یوتا: جنی ویلسون، شهردار فعلی یک دوره‌ای، برای انتخاب مجدد نامزد می‌شود.[۴۱]
- فرزنو، کالیفرنیا: جری دایر، شهردار یک دوره‌ای، قصد دارد برای انتخاب مجدد نامزد شود.[۴۲]
- فینیکس، آریزونا: کیت گالیگو، شهردار یک دوره ای، واجد شرایط برای انتخاب مجدد است.
- کورپس کریستی، تگزاس: پالت گواخاردو، شهردار دو دوره‌ای، واجد شرایط برای انتخاب مجدد است.
- میامی-دید کانتی، فلوریدا: دانیلا لوین کاوا، شهردار یک دوره‌ای فعلی، برای انتخاب مجدد نامزد می‌شود.[۴۳]
- میلواکی، ویسکانسین: کاوالیر جانسون در حال رقابت برای انتخاب مجدد برای یک دوره کامل است.[۴۴]
- هونولولو، هاوایی: ریک بلانگیاردی، شهردار یک دوره ای، واجد شرایط برای انتخاب مجدد است.

#### انتخابات‌هایی که منجر به تغییر اکثریت حزبی شدند
- پوئبلو، کلرادو: در ۲۳ ژانویه ۲۰۲۴، هدر گراهام، عضو شورای شهر، نیک گرادیسار شهردار یک‌دوره‌ای را در دور دوم انتخابات شکست داد. پیروزی جمهوری خواهان بر دموکرات‌ها (به طور رسمی غیرحزبی تلقی می‌شود)

#### شهرداران فعلی فاقد شرایط یا بازنشسته
- الکساندریا، ویرجینیا: جاستین ویلسون، شهردار دو دوره‌ای فعلی، بازنشسته می‌شود.[۴۵]
- پورتلند، اورگن: تد ویلر، شهردار دو دوره‌ای فعلی، بازنشسته می‌شود.[۴۶]
- تولسا، اوکلاهاما: جی تی باینوم، شهردار دو دوره‌ای فعلی، به دلیل اتمام حداکثر دوره‌های متوالی واجد شرایط نامزدی نیست.
- ریچموند، ویرجینیا: لوار استونی، شهردار دو دوره‌ای فعلی، به دلیل اتمام حداکثر دوره‌های متوالی واجد شرایط نامزدی نیست.
- ساکرامنتو، کالیفرنیا: دارل استاینبرگ، شهردار دو دوره‌ای فعلی، بازنشسته می‌شود.[۴۷]
- لاس وگاس، نوادا: کارولین گودمن، شهردار سه دوره‌ای فعلی، به دلیل اتمام حداکثر دوره‌های متوالی واجد شرایط نامزدی نیست.
- ویلمینگتون، دلاور: مایک پورزیکی، شهردار دو دوره‌ای فعلی، بازنشسته می‌شود.[۴۸]

## جدول نتایج احزاب در انتخابات‌های مختلف
این جدول نتایج حزبی انتخابات ریاست جمهوری، کنگره، فرمانداران و مجالس قانونگذاری ایالتی را نشان می‌دهد که در هر ایالت و قلمرو در سال ۲۰۲۴ برگزار شد. توجه داشته باشید که در همهٔ ایالت‌ها و قلمروهای متعلق به آمریکا، انتخابات فرمانداران، مجالس قانونگذاری ایالتی و سنا در سال ۲۰۲۴ برگزار نمی‌شود. پنج قلمروی متعلق به آمریکا به همراه واشینگتن دی سی، در انتخاب اعضای سنا نقشی ندارند و قلمروها در انتخابات ریاست‌جمهوری هم شرکت نمی‌کنند. در عوض، هر کدام یک عضو بدون رأی در مجلس را انتخاب می‌کنند. نظام تک‌مجلسی نبراسکا و فرمانداری و مجلس ساموآی آمریکا بر مبنایی غیر حزبی انتخاب می‌شوند و وابستگی به احزاب سیاسی در فهرست‌ها نوشته نمی‌شود.
| ایالت/قلمرو          | شاخص گرایش حزبی ۲۰۲۲ | پیش از انتخابات ۲۰۲۴ | پیش از انتخابات ۲۰۲۴ | پیش از انتخابات ۲۰۲۴ | پیش از انتخابات ۲۰۲۴ | پس از انتخابات ۲۰۲۴ | پس از انتخابات ۲۰۲۴ | پس از انتخابات ۲۰۲۴ | پس از انتخابات ۲۰۲۴ | پس از انتخابات ۲۰۲۴ |
| ایالت/قلمرو          | شاخص گرایش حزبی ۲۰۲۲ | فرماندار             | مجلس ایالتی          | سنای ایالتی          | مجلس فدرال           | ریاست‌جمهوری         | فرماندار            | مجلس ایالتی         | سنای ایالتی         | مجلس فدرال          |
| -------------------- | -------------------- | -------------------- | -------------------- | -------------------- | -------------------- | ------------------- | ------------------- | ------------------- | ------------------- | ------------------- |
| آلاباما              | R+15                 | جمهوریخواه           | جمهوریخواه           | جمهوریخواه           | جمهوریخواه ۶–۱       |                     | جمهوریخواه          |                     | جمهوریخواه          |                     |
| آلاسکا               | R+8                  | جمهوریخواه           | ائتلاف               | جمهوریخواه           | دموکرات ۱–۰          |                     | جمهوریخواه          |                     | جمهوریخواه          |                     |
| آریزونا              | R+2                  | دموکرات              | جمهوریخواه           | نیمه د/ج             | جمهوریخواه ۶–۳       |                     | دموکرات             |                     |                     |                     |
| آرکانزاس             | R+16                 | جمهوریخواه           | جمهوریخواه           | جمهوریخواه           | جمهوریخواه ۴–۰       |                     | جمهوریخواه          |                     | جمهوریخواه          |                     |
| کالیفرنیا            | D+13                 | دموکرات              | دموکرات              | دموکرات              | دموکرات ۴۰–۱۲        |                     | دموکرات             |                     |                     |                     |
| کلرادو               | D+4                  | دموکرات              | دموکرات              | دموکرات              | دموکرات ۵–۳          |                     | دموکرات             |                     | دموکرات             |                     |
| کنتیکت               | D+7                  | دموکرات              | دموکرات              | دموکرات              | دموکرات ۵–۰          |                     | دموکرات             |                     |                     |                     |
| دلاور                | D+7                  | دموکرات              | دموکرات              | دموکرات              | دموکرات ۱–۰          |                     |                     |                     |                     |                     |
| فلوریدا              | R+3                  | جمهوریخواه           | جمهوریخواه           | جمهوریخواه           | جمهوریخواه ۲۰–۸      |                     | جمهوریخواه          |                     |                     |                     |
| جورجیا               | R+3                  | جمهوریخواه           | جمهوریخواه           | دموکرات              | جمهوریخواه ۹–۵       |                     | جمهوریخواه          |                     | دموکرات             |                     |
| هاوایی               | D+14                 | دموکرات              | دموکرات              | دموکرات              | دموکرات ۲–۰          |                     | دموکرات             |                     |                     |                     |
| آیداهو               | R+18                 | جمهوریخواه           | جمهوریخواه           | جمهوریخواه           | جمهوریخواه ۲–۰       |                     | جمهوریخواه          |                     | جمهوریخواه          |                     |
| ایلینوی              | D+7                  | دموکرات              | دموکرات              | دموکرات              | دموکرات ۱۴–۳         |                     | دموکرات             |                     | دموکرات             |                     |
| ایندیانا             | R+11                 | جمهوریخواه           | جمهوریخواه           | جمهوریخواه           | جمهوریخواه۷–۲        |                     |                     |                     |                     |                     |
| آیووا                | R+6                  | جمهوریخواه           | جمهوریخواه           | جمهوریخواه           | جمهوریخواه ۴–۰       |                     | جمهوریخواه          |                     | جمهوریخواه          |                     |
| کانزاس               | R+10                 | دموکرات              | جمهوریخواه           | جمهوریخواه           | جمهوریخواه ۳–۱       |                     | دموکرات             |                     | جمهوریخواه          |                     |
| کنتاکی               | R+16                 | دموکرات              | جمهوریخواه           | جمهوریخواه           | جمهوریخواه ۵–۱       |                     | دموکرات             | جمهوریخواه          | جمهوریخواه          |                     |
| لوئیزیانا            | R+12                 | جمهوریخواه           | جمهوریخواه           | جمهوریخواه           | جمهوریخواه ۵–۱       |                     | جمهوریخواه          | جمهوریخواه          | جمهوریخواه          |                     |
| مین                  | D+2                  | دموکرات              | دموکرات              | نیمه ج/م             | دموکرات ۲–۰          |                     | دموکرات             |                     |                     |                     |
| مریلند               | D+14                 | دموکرات              | دموکرات              | دموکرات              | دموکرات ۷–۱          |                     | دموکرات             |                     |                     |                     |
| ماساچوست             | D+15                 | دموکرات              | دموکرات              | دموکرات              | دموکرات ۹–۰          |                     | دموکرات             |                     |                     |                     |
| میشیگان              | R+1                  | دموکرات              | دموکرات              | دموکرات              | دموکرات ۷–۶          |                     | دموکرات             |                     |                     |                     |
| مینه‌سوتا             | D+1                  | دموکرات              | دموکرات              | دموکرات              | Split 4–4            |                     | دموکرات             |                     |                     |                     |
| میسیسیپی             | R+11                 | جمهوریخواه           | جمهوریخواه           | جمهوریخواه           | جمهوریخواه ۳–۱       |                     | جمهوریخواه          | جمهوریخواه          |                     |                     |
| میزوری               | R+10                 | جمهوریخواه           | جمهوریخواه           | جمهوریخواه           | جمهوریخواه ۶–۲       |                     |                     |                     |                     |                     |
| مونتانا              | R+11                 | جمهوریخواه           | جمهوریخواه           | Split                | جمهوریخواه ۲–۰       |                     |                     |                     |                     |                     |
| نبراسکا              | R+13                 | جمهوریخواه           | NP                   | جمهوریخواه           | جمهوریخواه ۳–۰       |                     | جمهوریخواه          |                     |                     |                     |
| نوادا                | R+1                  | جمهوریخواه           | دموکرات              | دموکرات              | دموکرات ۳–۱          |                     | جمهوریخواه          |                     |                     |                     |
| نیوهمپشایر           | D+1                  | جمهوریخواه           | جمهوریخواه           | دموکرات              | دموکرات ۲–۰          |                     |                     |                     | دموکرات             |                     |
| نیوجرسی              | D+6                  | دموکرات              | دموکرات              | دموکرات              | دموکرات ۹–۳          |                     | دموکرات             | دموکرات             |                     |                     |
| نیومکزیکو            | D+3                  | دموکرات              | دموکرات              | دموکرات              | دموکرات ۳–۰          |                     | دموکرات             |                     |                     |                     |
| نیویورک              | D+10                 | دموکرات              | دموکرات              | دموکرات              | دموکرات ۱۵–۱۱        |                     | دموکرات             |                     |                     |                     |
| کارولینای شمالی      | R+3                  | دموکرات              | جمهوریخواه           | جمهوریخواه           | Split 7–7            |                     |                     |                     | جمهوریخواه          |                     |
| داکوتای شمالی        | R+20                 | جمهوریخواه           | جمهوریخواه           | جمهوریخواه           | جمهوریخواه ۱–۰       |                     |                     |                     |                     |                     |
| اوهایو               | R+6                  | جمهوریخواه           | جمهوریخواه           | Split                | جمهوریخواه ۱۰–۵      |                     | جمهوریخواه          |                     |                     |                     |
| اکلاهما              | R+20                 | جمهوریخواه           | جمهوریخواه           | جمهوریخواه           | جمهوریخواه ۵–۰       |                     | جمهوریخواه          |                     | جمهوریخواه          |                     |
| اورگن                | D+6                  | دموکرات              | دموکرات              | دموکرات              | دموکرات ۴-۲          |                     | دموکرات             |                     | دموکرات             |                     |
| پنسیلوانیا           | R+2                  | دموکرات              | Split                | دموکرات              | دموکرات ۹–۸          |                     | دموکرات             |                     |                     |                     |
| رود آیلند            | D+8                  | دموکرات              | دموکرات              | دموکرات              | دموکرات ۲–۰          |                     | دموکرات             |                     |                     |                     |
| کارولینای جنوبی      | R+8                  | جمهوریخواه           | جمهوریخواه           | جمهوریخواه           | جمهوریخواه ۶–۱       |                     | جمهوریخواه          |                     | جمهوریخواه          |                     |
| داکوتای جنوبی        | R+16                 | جمهوریخواه           | جمهوریخواه           | جمهوریخواه           | جمهوریخواه ۱–۰       |                     | جمهوریخواه          |                     | جمهوریخواه          |                     |
| تنسی                 | R+14                 | جمهوریخواه           | جمهوریخواه           | جمهوریخواه           | جمهوریخواه ۸–۱       |                     | جمهوریخواه          |                     |                     |                     |
| تگزاس                | R+5                  | جمهوریخواه           | جمهوریخواه           | جمهوریخواه           | جمهوریخواه ۲۵–۱۳     |                     | جمهوریخواه          |                     |                     |                     |
| یوتا                 | R+13                 | جمهوریخواه           | جمهوریخواه           | جمهوریخواه           | جمهوریخواه ۴–۰       |                     |                     |                     |                     |                     |
| ورمانت               | D+16                 | جمهوریخواه           | دموکرات              | Split D/I            | دموکرات ۱–۰          |                     |                     |                     |                     |                     |
| ویرجینیا             | D+3                  | جمهوریخواه           | دموکرات              | دموکرات              | دموکرات ۶–۵          |                     | جمهوریخواه          | دموکرات             |                     |                     |
| واشینگتن، دی.سی.     | D+8                  | دموکرات              | دموکرات              | دموکرات              | دموکرات ۸–۲          |                     |                     |                     |                     |                     |
| ویرجینیای غربی       | R+22                 | جمهوریخواه           | جمهوریخواه           | Split                | جمهوریخواه ۲–۰       |                     |                     |                     |                     |                     |
| ویسکانسین            | R+2                  | دموکرات              | جمهوریخواه           | Split                | جمهوریخواه ۶–۲       |                     | دموکرات             |                     |                     |                     |
| وایومینگ             | R+25                 | جمهوریخواه           | جمهوریخواه           | جمهوریخواه           | جمهوریخواه ۱–۰       |                     | جمهوریخواه          |                     |                     |                     |
| ایالات متحده         | Even                 | جمهوریخواه           | جمهوریخواه           | دموکرات              | جمهوریخواه           |                     |                     |                     |                     |                     |
|                      |                      |                      |                      |                      |                      |                     |                     |                     |                     |                     |
| واشینگتن دی.سی.      | D+43                 | دموکرات              | دموکرات              | —                    | دموکرات              |                     | دموکرات             |                     | —                   |                     |
| ساموای آمریکا        | —                    | NP/D                 | NP                   | —                    | جمهوریخواه           | —                   | NP                  | NP                  | —                   |                     |
| گوآم                 | —                    | دموکرات              | دموکرات              | —                    | جمهوریخواه           | [ خ ]               | دموکرات             |                     | —                   |                     |
| جزایر ماریانای شمالی | —                    | Ind                  | ائتلاف               | —                    | دموکرات              | —                   | Ind                 |                     | —                   |                     |
| پورتوریکو            | —                    | PNP/D                | PDP                  | —                    | PNP/R                | —                   |                     |                     | —                   |                     |
| جزایر ویرجین         | —                    | دموکرات              | دموکرات              | —                    | دموکرات              | —                   | دموکرات             |                     | —                   |                     |
| ایالت/قلمرو          | PVI                  | Governor             | State leg.           | U.S. Senate          | U.S. House           | Pres.               | Governor            | State leg.          | U.S. Senate         | U.S. House          |
| ایالت/قلمرو          | PVI                  | پیش از انتخابات ۲۰۲۴ | پیش از انتخابات ۲۰۲۴ | پیش از انتخابات ۲۰۲۴ | پیش از انتخابات ۲۰۲۴ | پس از انتخابات ۲۰۲۴ | پس از انتخابات ۲۰۲۴ | پس از انتخابات ۲۰۲۴ | پس از انتخابات ۲۰۲۴ | پس از انتخابات ۲۰۲۴ |